# Линија 15 (Београд)
Аутобуска линија 15 (Зелени венац - Земун (Нови град)) је линија јавног превоза у Београду. Повезује Зелени венац, Ушће, Карађорђев трг, Доњи град, Насеље Сава Ковачевић, Калварију и Нови град. Линију одржава ГСП погон Земун. До 2016. године линију је одржавао превозник Ласта Београд. Линија је дугачка скоро 10 километара (9930 метара у смеру ка октретници Земун (Нови град), 9812 метара у смеру ка окретници Зелени венац).
Линија 15 од Зеленог венца до Главне иде слично линијама 84 (Зелени венац - Нова Галеника), 704 (Зелени венац - Земун Поље), 706 (Зелени венац - Батајница) и 707 (Зелени венац - Земун Поље) . Од станице Прилаз до окретнице Земун (Нови град) иде слично линији 78 (Бањица 2 - Земун (Нови град))

## Стајалишта
Стајалишта линије 15 су:
1. Зелени венац
2. Бранков мост
3. Ушће
4. Палата Србија
5. Хотел Југославија
6. Џона Кенедија
7. Карађорђев трг
8. Александра Дубчека
9. КБЦ Земун
10. Прилаз
11. Златиборска
12. Босанска
13. Раде Кончара
14. Првомајска
15. Војни пут
16. Бранко Плећаш
17. ОШ Гаврило Принцип
18. Земун (Нови град)

## Улице
Улице кроз које пролази линија 15:
- Југ Богданова
- Поп Лукина
- Бранков мост
- Булевар Николе Тесле
- Карађорђев трг
- Карађорђева
- Авијатичарски трг
- Николаја Островског
- 22. октобра - Вртларска
- Ивићева
- Теодора Херцла
- Првомајска
- Гетеова
- Крајишка
- Купрешка

## Аутобуси
На линији саобраћају следећи бусеви: Икарбус ИК-201, Икарбус ИК-218Н, Икарбус ИК-218, Икарбус ИК-218М, Икарбус ИК-112Н, Икарбус ИК-112М, Higer KLQ6129GQ2.